# Nové Město nad Metují
Nové Město nad Metují là một thị trấn thuộc huyện Náchod, vùng Královéhradecký, Cộng hòa Séc.